# Абеона (гора)
Абеона (лат. Abeona Mons, 44°48′ пд. ш. 273°06′ сх. д. / 44.8° пд. ш. 273.1° сх. д.) — гора на Венері. Існує припущення, що вона має вулканічну природу. Пізніше, ця гора була описана як farrum, тобто така, що має круглі обриси та плоску верхівку, хоча ймовірніше, що вона має гребінчасті краї.
Назва походить від імені римської богині подорожуючих.